# Роман Всеславич
Рома́н Всесла́вич (1068–1116) — князь Ізяславський і Слуцький з династії Рюриковичів, гілки Ізяславичів Полоцьких.
Син Полоцького князя Всеслава Брячиславича, онук Брячислава Ізяславича і правнук Ізяслава Володимировича.
Дослідники не мають єдиного погляду на старшинство Романа. Висловлювалися думки, що він був старшим або четвертим сином Всеслава.
Ймовірно Роман Всеславич утримував Ізяслав або Слуцьк, звідки його вигнав його старший брат Гліб Всеславич. Помер князь 1114 чи 1116 року за межами Полоцької землі, у вигнанні.

## Діти
- Мстислав Романович — князь Полоцький в 1146-1167 роках.
- Вячеслав Романович — ?
- Енерда Романівна — ?

Вдова Романа стала черницею, жила при церкві святої Софії в Полоцьку, де переписувала книги, продавала їх і роздавала бідним виручені гроші.